# 平安 (明)
平 安（へい あん、? - 1409年）は、明初の将軍。幼名は保児。滁州清流県の出身。

## 生涯
父の平定は常遇春の配下として大都攻略戦に従軍した際に戦死した。洪武帝は平安を引き取って養子とし、父の職を継がせて密雲指揮使・右軍都督僉事に任命した。
1399年から建文帝とその叔父である燕王朱棣による内乱（靖難の変）が起こると、平安は李景隆率いる官軍の中核を成す将軍として活躍する。白溝河を渡河しようとする燕軍を迎え撃つとき、朱棣は最初彼を侮っていたが思いのほか苦戦させられ、進軍を阻まれた。翌日の再戦において朱棣は手痛い敗戦を喫するが、このとき官軍で最も活躍したのが平安だった。燕軍の房寬と陳亨を破り、彼の槍は朱棣の体を数度捉えるほどだったが、伏兵を恐れた李景隆の命で敵中に深入りすることなく退却した。一方、3度も馬を乗り換え、剣も折れた朱棣は、次男の朱高煦に救われてかろうじて窮地を脱したのである。
しかし、次第に燕軍の前に劣勢に立たされるようになり、単家橋では盛庸と共同して燕軍にあたり善戦するが、突如起こった強風が燕軍に味方する結果となり敗れる。1402年、宿州で燕軍と戦い、燕軍の勇将である王真を討ったが、戦況を変えるには至らず、霊璧の戦いで燕軍に敗れて他の将とともに捕縛された。捕縛された際、諸将は平安捕縛の報告に安堵するとともに処刑を進言したが、朱棣は彼の武勇を惜しんで助命し、即位後に北平都指揮使に任じた。1409年3月、章奏の中に平安の名前を見つけた永楽帝は「平保児はまだいたのか」と側の人間に言った。この永楽帝の発言を聞いた平安は自殺した。